# David Derique
David Derique (né le 14 juillet 1971 à Dunkerque) est un coureur cycliste français, professionnel en 1995 et en 1996.

## Biographie
David Derique passe professionnel en 1995 dans la formation Le Groupement. Laissé sur la touche à la suite de la disparition de cette équipe, il court ensuite en individuel, avant d'être recruté chez Cédico-Ville de Charleroi,. Lors du Tour de Vendée 1996, il est contrôlé positif aux anabolisants et suspendu six mois par la Ligue nationale de cyclisme. Il est renvoyé par son équipe.

## Palmarès
- 1990
  - 2e du Circuit de la Vallée de l'Aa
- 1991
  - 3e du Grand Prix des Carreleurs
- 1992
  - 2e du Grand Prix des Flandres françaises
- 1993
  - Boucles de la Mayenne
  - 3e de La Tramontane
  - 3e du Grand Prix de Lillers
- 1994
  - Circuit du Port de Dunkerque
  - 2e du Grand Prix des Marbriers
  - 2e de Paris-Dreux
- 1997
  - 2e de Gand-Wervik